# Aleksandar Tirnanić
Aleksandar "Tirke" Tirnanić (serbio cirílico: Александар Тирнанић Тирке) (15 de julio de 1910 en Krnjevo pueblo cerca de Velika Plana, Reino de Serbia - 13 de diciembre de 1992 en Belgrado, Serbia, República Federal de Yugoslavia) fue un jugador del balompié (fútbol) y director técnico serbio en la Eurocopa del año 1960.

## Primeros años y comienzos
Nacido en un pueblo de Serbia central, Tirnanić todavía estaba en su infancia, cuando su familia de la clase obrera se trasladó a la capital, Belgrado. Apenas recordaba a su padre, un trabajador de una fábrica de metal, que murió en 1914 como parte de los esfuerzos del Ejército Real de Serbia la Primera Guerra Mundial.
Criado por una madre soltera, el joven Tirnanić desarrolló rápidamente un amor por el fútbol, jugó sin cesar en Bara Venecija en la orilla derecha del río Sava. Se vio allí por el entrenador Radenko Mitrović que trajo al joven talento a SK Jugoslavija juvenil. Sin embargo, Tirnanić pronto se trasladó al rival canterano BSK donde desarrolló rápidamente un extremo derecho derecha. Al darse cuenta de su potencial, se sumergió por completo en el fútbol y abandonó la escuela.

## Carrera
Hizo su debut con el primer equipo a los 17 años de edad, marcándose rápidamente a sí mismo como un jugador capaz y temperamental, y formando una alianza con el centrocampista Mosa Marjanović.
Tirnanić pasó la mayor parte de su carrera de alto nivel con el club BSK Beograd para el que se apareció en 500 partidos. Durante su carrera con BSK Tirnanić tuvo grandes rivales como Leo Lemešić (1924-1940) y Ljubo Benčić (1921-1935) que jugaron en el Hajduk Split. Además, ganó 50 partidos y anotó 12 goles para el la selección nacional del Reino de Yugoslavia 1929-1940. En 1937 se trasladó a BASK donde jugó hasta 1941, cuando se unió a Jedinstvo Belgrado. Más tarde se unió a otro club en la Liga de Serbia, Belgrado de Sloga.

## Carrera internacional
También apareció en la Copa Mundial de la FIFA de 1930. Un día antes de cumplir los 19 marcó un gol, lo que lo hizo en el momento el goleador más joven de la Copa del Mundo. Más tarde fue superado por Manuel de Rosas en 1930, Pelé en 1958, Michael Owen en 1998, Dmitri Sychev en 2002 y el último fue Lionel Messi en el 2006, que le hizo el sexto goleador más joven de la Copa Mundial de la FIFA. Más tarde, entrenó al equipo yugoslavo en dos Copas del Mundo más, 1954 y 1958, los torneos de fútbol en los Juegos Olímpicos, 1948, 1952 y 1960 cuando se Yugoslavia ganó la medalla de oro, que también aparece en la Copa de las Naciones Europeas de 1960 cuando Yugoslavia ocupó el segundo lugar.
Durante la Copa de los Balcanes, celebrada en 1935 en Atenas, Grecia, Tirnanić y Tomasevic fueron los mejores goleadores del torneo con 3 goles cada uno. Gracias a estas contribuciones Yugoslavia ganó la Copa de los Balcanes de esa edición, dejando por detrás a Grecia, Rumania y Bulgaria.
En 2010 en la película Montevideo, God Bless You! y en 2014 en la película See You in Montevideo, Tirnanić fue retratado por el actor Miloš Biković.

### Goles internacionales
Gol de Yugoslavia cuenta primero.
| #   | Fecha                    | Lugar                                            | Oponente | Puntuación | Resultado | Competición                     |
| --- | ------------------------ | ------------------------------------------------ | -------- | ---------- | --------- | ------------------------------- |
| 1.  | 13 de abril de 1930      | OFK Belgrado, Belgrado, Yugoslavia               | Bulgaria | 3–1        | 6–1       | Partido amistoso                |
| 2.  | 15 de junio de 1930      | Levski Field, Sofía, Bulgaria                    | Bulgaria | 1–2        | 2–2       | Partido amistoso                |
| 3.  | 14 de julio de 1930      | Estadio Gran Parque Central, Montevideo, Uruguay | Brasil   | 1–0        | 2–1       | Copa Mundial de Fútbol de 1930  |
| 4.  | 4 de octubre de 1931     | Yunak Stadium, Sofía, Bulgaria                   | Bulgaria | 1–0        | 2–3       | Copa de los Balcanes de 1931    |
| 5.  | 26 de junio de 1932      | OFK Belgrado, Belgrado, Yugoslavia               | Grecia   | 1–1        | 7–1       | Copa de los Balcanes de 1932    |
| 6.  | 10 de septiembre de 1933 | Estadio del Ejército Polaco, Varsovia, Polonia   | Polonia  | 3–4        | 3–4       | Partido amistoso                |
| 7.  | 3 de junio de 1934       | OFK Belgrado, Belgrado, Yugoslavia               | Brasil   | 7–4        | 8–4       | Partido amistoso                |
| 8.  | 25 de diciembre de 1934  | Estadio Apostolos Nikolaidis, Atenas, Grecia     | Bulgaria | 3–1        | 4–3       | Copa de los Balcanes de 1934-35 |
| 9.  | 25 de diciembre de 1934  | Estadio Apostolos Nikolaidis, Atenas, Grecia     | Bulgaria | 4–1        | 4–3       | Copa de los Balcanes de 1934-35 |
| 10. | 1 de enero de 1935       | Estadio Apostolos Nikolaidis, Atenas, Grecia     | Rumania  | 1–0        | 4–0       | Copa de los Balcanes de 1934-35 |
| 11. | 12 de julio de 1936      | Estadio de Taksim, Estambul, Turquía             | Turquía  | 3–2        | 3–3       | Partido amistoso                |
| 12. | 6 de septiembre de 1936  | OFK Belgrado, Belgrado, Yugoslavia               | Polonia  | 9–3        | 9–3       | Partido amistoso                |

## Clubes
| Club               | País   | Periodo   | Partidos (goles) |
| ------------------ | ------ | --------- | ---------------- |
| BSK Belgrade       | Serbia | 1927-1937 |                  |
| BASK               | Serbia | 1937-1941 |                  |
| Jedinstvo Belgrade | Serbia | 1941-1942 |                  |
| Sloga Belgrade     | Serbia | 1942-1943 |                  |

## Selección nacional
| Selección  | País       | Periodo   | Partidos (goles) |
| ---------- | ---------- | --------- | ---------------- |
| Yugoslavia | Yugoslavia | 1929-1940 | 50 (15)          |

### Participaciones en Copas del Mundo

#### Como futbolista
| Mundial                        | Sede    | Resultado   | Partidos | Goles |
| ------------------------------ | ------- | ----------- | -------- | ----- |
| Copa Mundial de Fútbol de 1930 | Uruguay | Semifinales | 3        | 1     |

#### Como entrenador
| Mundial                        | Sede   | Resultado        |
| ------------------------------ | ------ | ---------------- |
| Copa Mundial de Fútbol de 1954 | Suiza  | Cuartos de final |
| Copa Mundial de Fútbol de 1958 | Suecia | Cuartos de final |